# ФАП (компания)
ФАП (серб. Фабрика аутомобила Прибој) — сербский производитель большегрузных автомобилей. Производственные мощности расположены в городе Прибой, Сербия.

## История
ФАП Прибой был основан как государственное предприятие правительством Федеративной Народной Республики Югославии в 1953 году. Уже за первое десятилетие своей работы ФАП вырос в крупнейшего производителя тяжелых коммерческих автомобилей и автобусов на Балканах. Текущий технологический и технический уровень всех мощностей позволял выпускать 15 000 автомобилей в год. Всего за сорок лет своего существования ФАП выпустил 147 831 автомобиль. В конце восьмидесятых это стало поворотным моментом в области объемов производства. За счет количества росло и качество, поскольку была модернизирована производственная программа и увеличен выпуск автомобилей более крупных весовых категорий. С производственной линии ФАП сходили автомобили, шасси, фургоны, самосвалы, тягачи, а также цистерны, силосы и др. В ноябре 1990 года ФАП сменила организационную форму собственности на смешанное акционерное общество. Были учреждены четыре дочерних общества с ограниченной ответственностью: ООО «Литейный завод с модернизацией» — в Приеполе , ООО «Автоделови» — в городе Рудо , ООО «Лим» — в городе Прибой и ООО «Стан» — также в городе Прибой. В дальнейшем планировалось расширить производственные мощности до уровня времен Югославии, но последовавшие за этим события практически полностью остановили производственные процессы.
В настоящее время производство основано на специализированной технике, а также на капитальном ремонте военных автомобилей.

## Модели

### Модели производимые с 1953 по 1970 год

#### Грузовики
- ФАП 4Г
- ФАП 6Г
- ФАП 7ГВ1
- ФАП 13
- ФАП 10Б
- ФАП 15Б
- ФАП 18Б
- ФАП 22Б

### Модели производимые с 1970 по 1993 год

#### Грузовики
- ФАП 13 (1414)
- ФАП 15B (1516, 1520)
- фАП 18B (1820, 1920)
- ФАП 2220
- Мерцедес-Бенц ЛП 1113 — сборка
- Мерцедес-Бенц ЛП 2224 — сборка
- Мерцедес-Бенц НГ 1213 — лицензия (1214)
- ФАП 1616
- ФАП 1620
- ФАП 1621
- ФАП 1626
- ФАП 1632
- ФАП 1921
- ФАП 1926
- ФАП 2226
- ФАП 2228
- ФАП 2229
- ФАП 2232
- ФАП 2626
- ФАП 2628
- ФАП 2629
- ФАП 2632
- ФАП 1013 (1017)
- ФАП 1317
- ФАП 1417
- ФАП 1935
- ФАП 2235
- ФАП 2635
- ФАП 3035
- ФАП 3235

#### Специальная техника
- ФАП 2220 БДС/А 6 х 6
- ФАП 2026 БС/АВ 6 x 6
- ФАП 2832 БС/АВ 8 х 8
- ФАП 3232 БДСТ/АВ 8 х 8
- ФАП 3040 БДСТ/АВ

## Модели производимые с 1993 года
| - ФАП 1213 - ФАП 1417 - ФАП 1418 - ФАП 1921 - ФАП 2021РБК - ФАП 2022РБК - ФАП 2023РБК - ФАП 2021РБСК - ФАП 2022РБСК - ФАП 2023РБСК - ФАП 2628РБК - ФАП 2634РБК - ФАП 2635РБК - ФАП 2635РБКМ - ФАП 2640РБК - ФАП 3234РБК - ФАП 3234РБКМ - ФАП 4140БКМ | - ФАП 1213 - ФАП 1314 (1414) - ФАП 1315 - ФАП 1317 - ФАП 1318 - ФАП 1620 - ФАП 1621 - ФАП 1627 - ФАП 1721 - ФАП 1823 - ФАП 1824 - ФАП 1828 - ФАП 1829 - ФАП 2235 | - ФАП A-537 - ФАП A-637 - ФАП A-777 - FAP 403 RHD - FAP 403 RHD - FAP Midibus - FAP City Bus | - ФАП 1317 - ФАП 1835РБДТ - ФАП 1840РБДТ - ФАП 1842РБДТ - ФАП 2635РБДТ - ФАП 2642РБДТ | - ФАП 1118 БС/36 4 × 4 - ФАП 2228 БС/АВ 6 х 6 - ФАП 3240 БС/АВ 4 х 4 - ФАП 3040 БДСТ/АВ\|3040 |

## Галерея
- FAP 6G на параде в Любляне в 1961
- FAP 13
- Пожарный FAP 1314
- FAP 2023
- FAP 1830
- FAP 1620
- ФАП 2022 РБК
- Автобус ФАП А537.5
- ФАП 2026
- FAP 1118
- Новый FAP 2228 на выставке
- Военный грузовик FAP 3240
- ФАП 1118